# Bay City (Michigan)
Bay City város az USA Michigan államában, Bay megyében, melynek megyeszékhelye is. Lakosainak száma 32 661 fő (2020. április 1.).

## Népesség
A település népességének változása:
| Lakosok száma | 1583 | 50 000 | 34 932 | 32 661 |
|               | 1860 | 1968   | 2010   | 2020   |